# Phreatia goliathensis
Phreatia goliathensis är en orkidéart som beskrevs av Johannes Jacobus Smith. Phreatia goliathensis ingår i släktet Phreatia och familjen orkidéer. Inga underarter finns listade i Catalogue of Life.